# 大渡河懸索橋
大渡河懸索橋是四川省甘孜藏族自治州瀘定縣的一座钢结构悬索桥，位于大渡河之上，泸定桥上游约900米处。原为川藏公路桥梁，1950年11月开工，1951年5月31日竣工，由西南公路工程局设计，雅甘工程处泸定大渡河桥工所施工，总投资147.51万元。桥长132米，桥面宽4.5米，塔架高16米，最大承重15吨。1970年在上游新建双曲拱桥后，该悬索桥被封闭。
2007年6月1日公佈為四川省第七批文物保護單位，2019年10月7日公布为第八批全国重点文物保护单位。